# Dzeltenie Pastnieki
«Dzeltenie Pastnieki» (латис. Жовті листоноші) або DzP — латвійський музичний гурт. Утворений у 1981 році, після цього збирався ще двічі: у 1989 та 2002 роках. Гурт став відкривачем нової хвилі та регі в СРСР .

## Дискографія

### Студійні альбоми
| Рік  | Альбом                        |
| ---- | ----------------------------- |
| 1981 | Bolderājas dzelzceļš          |
| 1982 | Man ļoti patīk jaunais vilnis |
| 1984 | Alise                         |
| 1984 | Vienmēr klusi                 |
| 1986 | Depresīvā pilsēta             |
| 1987 | Naktis                        |
| 2003 | Kaķis                         |

### Інше
| Рік  | Альбом                 |
| ---- | ---------------------- |
| 1981 | Madonas galerts        |
| 1989 | Sliekutēva vaļasprieks |
| 1995 | Mēness dejas           |